# UTC+4:30

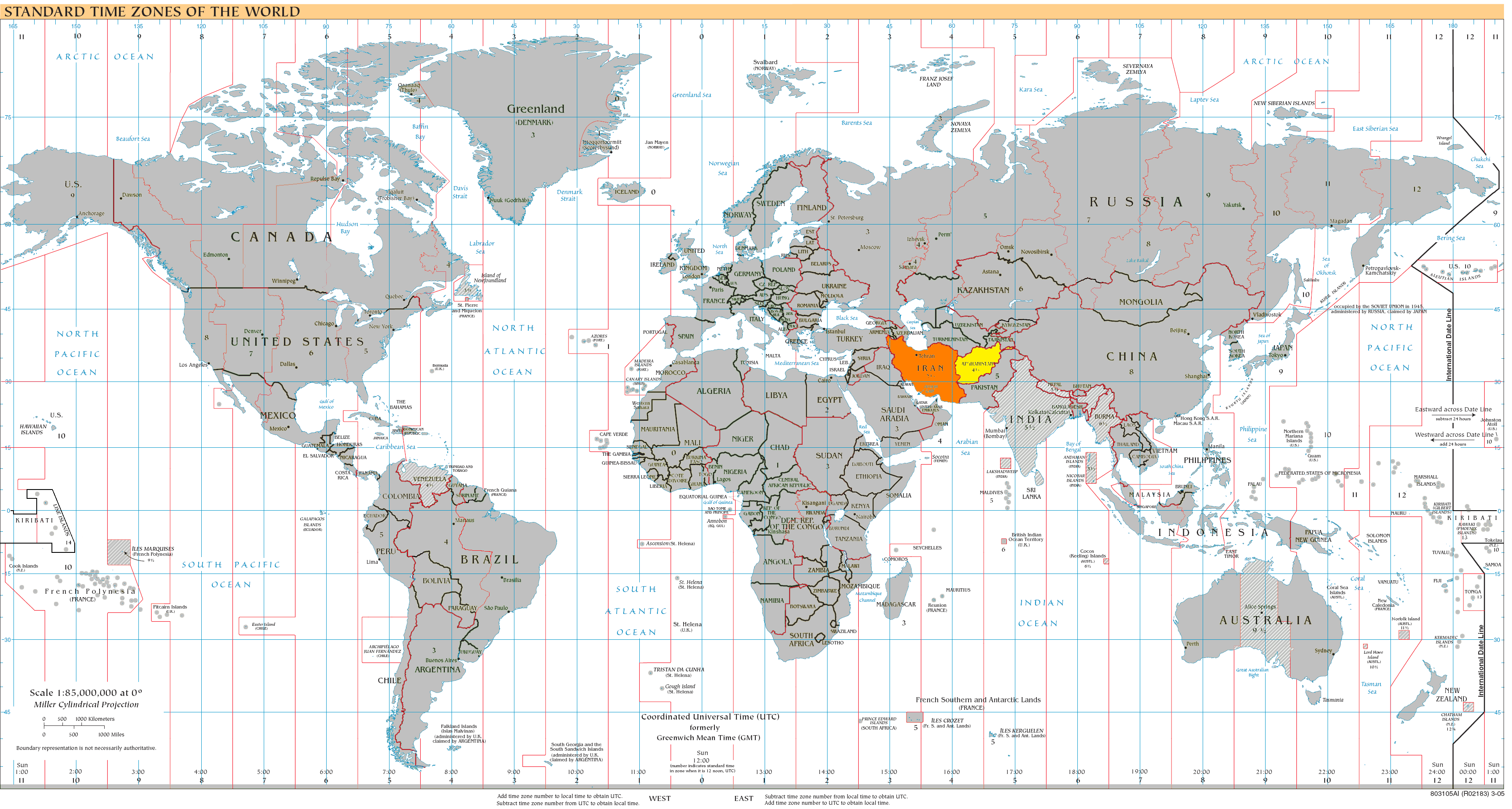
UTC+4:30:
Standardzeit ganzjährig
Nord-Sommerzeit (ehemals)

UTC+4:30 ist eine Zonenzeit, welche den Längenhalbkreis 67°30′ Ost als Bezugsmeridian hat. Auf Uhren mit dieser Zonenzeit ist es viereinhalb Stunden später als die koordinierte Weltzeit und dreieinhalb Stunden später als die MEZ.

## Geltungsbereich
Ganzjährig
- Afghanistan[1][2]

Ehemals Sommerzeit (Nördliche Hemisphäre)
- bis 2022[3]  Iran[1][4]